# 米什当
米什当（法語：Muchedent，法語發音：[myʃdɑ̃]）是法国滨海塞纳省的一个市镇，属于迪耶普区。

## 地理
米什当（49°46'19"N, 1°10'56"E）面积7.05 平方千米，位于法国诺曼底大区滨海塞纳省，该省份为法国北部沿海省份，其西部及北部濒大西洋英吉利海峡，东起顺时针与索姆省、瓦兹省、厄尔省和卡爾瓦多斯省接壤。
与米什当接壤的市镇（或旧市镇、城区）包括：勒卡特利耶、圣埃利耶、圣奥诺雷、大托尔西。

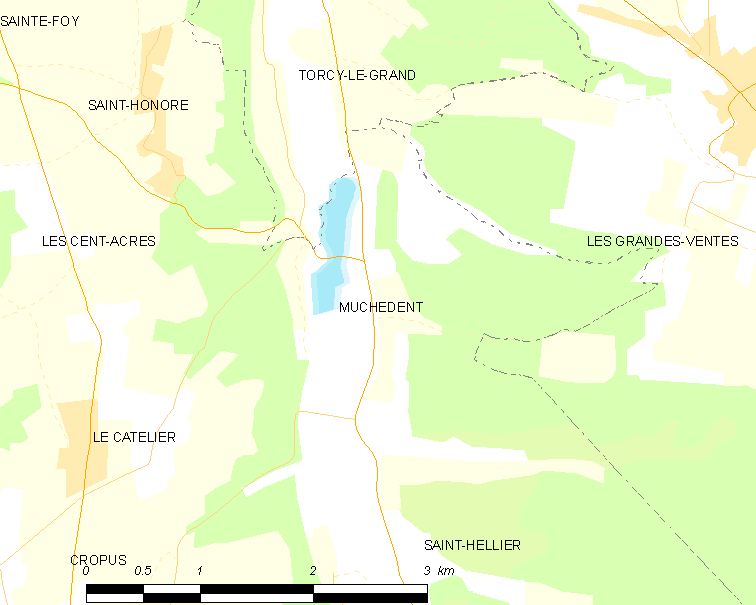
米什当的OSM定位图

米什当的时区为UTC+01:00、UTC+02:00（夏令时）。

## 行政
米什当的邮政编码为76590，INSEE市镇编码为76458。

## 政治
米什当所属的省级选区为吕讷赖县。

## 人口

1962-2008年间米什当人口变化图示

米什当于2022年1月1日时的人口数量为126人。